# FC DAG Tartu
Il DAG Tartu, a lungo noto come Kalev Tartu, è una società calcistica di Tartu.

## Storia
Fondata nel 1910 con il nome di Kalev Tartu, ha partecipato a diversi campionati estoni.
Dal 1992 ha assunto la denominazione di ESDAG Tartu; dal 1994 ha assunto la sua attuale denominazione. Alla stagione 1994-1995 risale la sua ultima apparizione in Meistriliiga.

## Palmarès

### Altri piazzamenti
- Campionato della repubblica sovietica estone:

Terzo posto: 1948